# Summer World University Games 2021
Die Chengdu 2021 FISU World University Games, kurz: Chengdu 2021, waren die 31. „Welthochschulspiele“ im Sommer (vorm.: Sommer-Universiade), die vom 28. Juli bis 8. August 2023 in der chinesischen Metropole Chengdu, der Provinzhauptstadt von Sichuan, ausgetragen wurden. Wegen der COVID-19-Pandemie konnten die Spiele nicht wie ursprünglich geplant 2021 stattfinden.
Damit war China nach Peking in 2001, Harbin in 2009 und Shenzhen in 2011 zum vierten Mal Gastgeberland. Zudem war es die erste Austragung, die nicht mehr als Universiade, sondern seit der Umbenennung im Jahr 2020, als „World University Games“ (WUG) – nicht zu verwechseln mit den Studenten-Weltmeisterschaften (World University Championships, WUC) – stattfand. Das Motto lautete „Chengdu lässt Träume wahr werden“ englisch Chengdu Makes Dreams Come True und resultierte, wie das Maskottchen, einem riesigen Panda mit Namen „Rongbao“, aus einem weltweiten Ideenaufruf. Die Eröffnungs- und Abschlussfeierlichkeiten fanden im Sportpark am Dong’an-See, der nun World University Games Park hieß, statt.

## Teilnehmer und Sportarten
Vor den Verschiebungen wurde mit mehreren tausend Studentinnen und Studenten gerechnet, die in 269 Wettbewerben und 18 Sportarten antreten, wovon drei Sportarten der jeweilige Ausrichter bestimmen durfte und Chengdu Rudern, Schießen und Wushu auswählte. Untergebracht waren die Teilnehmer im Universiade-Dorf auf dem Campus der Chengdu University.

## Terminverschiebungen
Die Veranstaltung war ursprünglich für den 8. bis 19. August 2021 geplant, bevor sie auf den 16. bis 27. August an gleicher Stelle gelegt wurde, wobei durch die Verschiebung der Olympischen und Paralympischen Spiele in Tokio eine weitere Terminänderung notwendig geworden wäre. Anfang April 2021 verschoben der Internationale Hochschulsportverband FISU, das lokale Organisationskomitee „World University Games Chengdu 2021“ und die Federation of University Sports of China (FUSC) auf Grund der anhaltenden COVID-19-Pandemie auf das Jahr 2022. Die FISU hatte zwar ein Schutzkonzept erarbeitet, doch nach Rückmeldungen der nationalen Hochschulsportverbände sowie weiterer Prüfung der Vorgaben des Ausrichterlandes, fiel die Entscheidung nach Abstimmung mit allen Beteiligten auf die Terminverschiebung. Wie die FISU mitteilte, konnten auch viele Studenten nicht für die Spiele trainieren, weil Universitätsgelände und Sporteinrichtungen für längere Zeit geschlossen waren. Aufgrund der weiterhin kritischen pandemischen Lage, vor allem in China, wurde im Mai 2022 beschlossen, die Spiele um ein weiteres Jahr auf 2023 zu verschieben. Chengdu richtete damit statt Jekaterinburg die Spiele in diesem Jahr aus, dem die Ausrichtung kurz zuvor aufgrund des russischen Überfalls auf die Ukraine entzogen worden war.

## Ausrichtersuche
Am 1. September 2014 eröffnete die FISU das Bewerbungsverfahren, was sich als äußerst schwierig erwies. Im März 2015 machte der rumänische Universitätssportverband (FSSU) den Vorschlag die Sommeruniversiade 2021 in Bukarest und Cluj auszurichten, was jedoch noch von der rumänischen Regierung genehmigt werden musste. Mitte Juni 2016 zeigte die kolumbianische Großstadt Cali Interesse. Im Oktober 2018 machte die FISU den Vorschlag Nord- und Südkorea könnten die Spiele gemeinsam ausrichten. Auch Turkmenistan war als Gastgeber der Universiade ausgewählt worden, verzichtete aber.
Mitte Dezember 2018 verlautete, allerdings noch nicht offiziell, dass die chinesische Metropole Chengdu der einzige Kandidat sei und bereits ein „Vorvergabevertrag“ unterzeichnet worden sei. Am 1. März 2019 wurde Chengdu von der FISU offiziell als Austragungsstätte bekannt gegeben.

## Zeitplan
| Zeitplan der Summer World University Games 2021 (mit Anzahl der Entscheidungen) | Zeitplan der Summer World University Games 2021 (mit Anzahl der Entscheidungen) | Zeitplan der Summer World University Games 2021 (mit Anzahl der Entscheidungen) | Zeitplan der Summer World University Games 2021 (mit Anzahl der Entscheidungen) | Zeitplan der Summer World University Games 2021 (mit Anzahl der Entscheidungen) | Zeitplan der Summer World University Games 2021 (mit Anzahl der Entscheidungen) | Zeitplan der Summer World University Games 2021 (mit Anzahl der Entscheidungen) | Zeitplan der Summer World University Games 2021 (mit Anzahl der Entscheidungen) |
| ------------------------------------------------------------------------------- | ------------------------------------------------------------------------------- | ------------------------------------------------------------------------------- | ------------------------------------------------------------------------------- | ------------------------------------------------------------------------------- | ------------------------------------------------------------------------------- | ------------------------------------------------------------------------------- | ------------------------------------------------------------------------------- |
| EF                                                                              | Eröffnungsfeier                                                                 | ●                                                                               | Qualifikationswettkämpfe                                                        | ●                                                                               | Medaillenentscheidungen/Anzahl                                                  | SF                                                                              | Schlussfeier                                                                    |

| Zeitplan        | Zeitplan                   | Zeitplan | Zeitplan | Zeitplan | Zeitplan | Zeitplan | Zeitplan | Zeitplan | Zeitplan | Zeitplan | Zeitplan | Zeitplan | Zeitplan | Zeitplan | Zeitplan       |
| Disziplin       | Disziplin                  | Do. 27.  | Fr. 28.  | Sa. 29.  | So. 30.  | Mo. 31.  | Di. 1.   | Mi. 2.   | Do. 3.   | Fr. 4.   | Sa. 5.   | So. 6.   | Mo. 7.   | Di. 8.   | Entscheidungen |
| Disziplin       | Disziplin                  | Juli     | Juli     | Juli     | Juli     | Juli     | August   | August   | August   | August   | August   | August   | August   | August   | Entscheidungen |
| --------------- | -------------------------- | -------- | -------- | -------- | -------- | -------- | -------- | -------- | -------- | -------- | -------- | -------- | -------- | -------- | -------------- |
| Eröffnungsfeier | Eröffnungsfeier            |          | EF       |          |          |          |          |          |          |          |          |          |          |          |                |
| Badminton       | Badminton                  |          |          |          | ●        | ●        | ●        | 1        |          | ●        | ●        | ●        | 5        |          | 6              |
| Basketball      | Basketball                 |          | ●        | ●        | ●        | ●        | ●        | ●        | ●        | ●        | 1        | 1        |          |          | 3              |
| Bogenschießen   | Bogenschießen              | ●        | ●        | ●        | 6        | 4        |          |          |          |          |          |          |          |          | 10             |
| Fechten         | Fechten                    |          |          |          |          |          |          | 2        | 2        | 2        | 2        | 2        | 2        |          | 12             |
| Judo            | Judo                       |          |          | 5        | 4        | 5        | 2        |          |          |          |          |          |          |          | 16             |
| Leichtathletik  | Leichtathletik             |          |          |          |          |          | 2        | 6        | 10       | 7        | 11       | 14       |          |          | 50             |
| Rudern          | Rudern                     |          |          |          |          |          |          |          |          | ●        | 1        | 14       |          |          | 15             |
| Schießen        | Schießen                   |          |          | 4        | 4        | 2        | 6        | 2        |          |          |          |          |          |          | 18             |
| Schwimmsport    | Schwimmen                  |          |          |          |          |          | 4        | 5        | 6        | 7        | 5        | 7        | 8        |          | 42             |
| Schwimmsport    | Wasserball                 | ●        | ●        | ●        | ●        | ●        | ●        | ●        | ●        | ●        | ●        | ●        | 1        | 1        | 2              |
| Schwimmsport    | Wasserspringen             |          |          |          |          | 2        | 1        | 1        | 2        | 2        | 1        | 1        | 4        |          | 15             |
| Taekwondo       | Taekwondo                  |          |          | 2        | 2        | 4        | 4        | 4        | 4        | 2        |          |          |          |          | 23             |
| Tennis          | Tennis                     |          |          | ●        | ●        | ●        | ●        | ●        | ●        | ●        | 2        | 5        |          |          | 4              |
| Tischtennis     | Tischtennis                |          |          | ●        | ●        | ●        | 2        | ●        | 1        | 2        | 2        |          |          |          | 7              |
| Turnsport       | Gerätturnen                |          |          |          |          |          | ●        | 1        | 1        | 2        | 10       |          |          |          | 14             |
| Turnsport       | Rhythmische Sportgymnastik |          |          | ●        | 2        | 6        |          |          |          |          |          |          |          |          | 5              |
| Volleyball      | Volleyball                 |          | ●        | ●        | ●        | ●        | ●        | ●        | ●        | ●        | ●        | 1        | 1        |          | 2              |
| Wushu           | Wushu                      |          |          | 6        | 8        | ●        | ●        | ●        | 5        |          |          |          |          |          | 16             |
| Schlussfeier    | Schlussfeier               |          |          |          |          |          |          |          |          |          |          |          |          | SF       |                |
| Entscheidungen  | Entscheidungen             | 0        | 0        | 17       | 27       | 23       | 21       | 23       | 32       | 26       | 35       | 45       | 21       | 1        | 269            |
| Disziplin       | Disziplin                  | Juli     | Juli     | Juli     | Juli     | Juli     | August   | August   | August   | August   | August   | August   | August   | August   | Entscheidungen |
| Disziplin       | Disziplin                  | Do. 27.  | Fr. 28.  | Sa. 29.  | So. 30.  | Mo. 31.  | Di. 1.   | Mi. 2.   | Do. 3.   | Fr. 4.   | Sa. 5.   | So. 6.   | Mo. 7.   | Di. 8.   | Entscheidungen |

## Teilnehmer
| Teilnehmer der Summer World University Games 2021 | Teilnehmer der Summer World University Games 2021 | Teilnehmer der Summer World University Games 2021 |
| Europa (1746 Athleten aus 34 Nationen) | Europa (1746 Athleten aus 34 Nationen) | Europa (1746 Athleten aus 34 Nationen) |
| --- | --- | --- |
| - Albanien (2) - Armenien (14) - Aserbaidschan (87) - Belgien (5) - Bulgarien (5) - Dänemark (13) - Deutschland (163) - Estland (15) - Finnland (67) - Frankreich (102) - Georgien (27) - Griechenland (26) | - Israel (5) - Italien (164) - Kroatien (13) - Lettland (3) - Liechtenstein (1) - Litauen (36) - Luxemburg (3) - Moldau (17) - Niederlande (38) - Norwegen (30) - Österreich (29) - Polen (198) | - Portugal (44) - Rumänien (41) - Schweden (13) - Schweiz (73) - Slowakei (79) - Slowenien (25) - Spanien (36) - Tschechien (94) - Türkei (97) - Ukraine (58) - Ungarn (105) - Zypern (19)                                                  |
| Amerika (511 Athleten aus 16 Nationen) | | |
| - Argentinien (56) - Barbados (2) - Brasilien (151) - Costa Rica (2) - Ecuador (25) - Guatemala (2) | - Guyana (6) - Haiti (5) - Honduras (2) - Jamaika (3) - Kolumbien (25) | - Panama (1) - Peru (7) - St. Kitts und Nevis (33) - Uruguay (2) - Vereinigte Staaten (189) |
| Asien (2347 Athleten aus 35 Nationen) | | |
| - Bangladesch (2) - Brunei (2) - Chinesisch Taipeh (212) - Hongkong (143) - Indien (231) - Indonesien (51) - Irak (4) - Iran (83) - Japan (264) - Kambodscha (11) - Kasachstan (87) - Katar (6)             | - Kirgisistan (16) - Kuwait (3) - Libanon (7) - Macau (49) - Malaysia (66) - Mongolei (80) - Nepal (18) - Nördliche Marianen (2) - Oman (26) - Pakistan (5) - Palästina (2) - Philippinen (34)  | - Saudi-Arabien (10) - Singapur (112) - Sri Lanka (17) - Südkorea (250) - Syrien (1) - Tadschikistan (6) - Thailand (43) - Turkmenistan (16) - Usbekistan (66) - Vereinigte Arabische Emirate (4) - Vietnam (7) - Volksrepublik China (411) |
| Afrika (384 Athleten aus 26 Nationen) | | |
| - Äquatorialguinea (1) - Algerien (47) - Angola (2) - Botswana (9) - Burkina Faso (2) - Burundi (7) - Gambia (2) - Ghana (12) - Kap Verde (2)                                                               | - Kenia (2) - Komoren (2) - Libyen (6) - Madagaskar (3) - Mali (2) - Marokko (10) - Mosambik (2) - Nigeria (75) - Sambia (14)                                                                   | - São Tomé und Príncipe (1) - Senegal (8) - Sierra Leone (3) - Simbabwe (7) - Somalia (2) - Südafrika (125) - Tansania (2) - Uganda (36) |
| Ozeanien (86 Athleten aus 2 Nationen) | | |
| - Australien (85) | - Fidschi (1) | |
| (Anzahl der Athleten) | | |

## Absagen
Großbritannien, Kanada, Mexiko und Neuseeland sagten ihre Teilnahmen ab. Kanada und Neuseeland begründeten diesen Schritt mit gesundheitlichen Risiken für ihre Teilnehmer. Großbritannien und Mexiko sagten aus finanziellen Gründen ab. Belarus und Russland wurde die Teilnahme untersagt.

## Medaillenspiegel
| Platz  | Mannschaft          | Gold | Silber | Bronze | Gesamt |
| ------ | ------------------- | ---- | ------ | ------ | ------ |
| 1      | Volksrepublik China | 103  | 40     | 35     | 178    |
| 2      | Japan               | 21   | 29     | 43     | 93     |
| 3      | Südkorea            | 17   | 18     | 23     | 58     |
| 4      | Italien             | 17   | 18     | 21     | 56     |
| 5      | Polen               | 15   | 16     | 13     | 44     |
| 6      | Türkei              | 11   | 12     | 12     | 35     |
| 7      | Indien              | 11   | 5      | 10     | 26     |
| 8      | Chinesisch Taipeh   | 10   | 17     | 19     | 46     |
| 9      | Litauen             | 6    | 4      | 2      | 12     |
| 10     | Frankreich          | 5    | 8      | 10     | 23     |
| 11     | Iran                | 5    | 6      | 12     | 23     |
| 12     | Deutschland         | 4    | 8      | 12     | 24     |
| 13     | Ukraine             | 4    | 4      | 3      | 11     |
| 14     | Tschechien          | 4    | 3      | 5      | 12     |
| 15     | Indonesien          | 4    | 3      | –      | 7      |
| 16     | Hongkong            | 4    | 1      | 7      | 12     |
| 17     | Ungarn              | 3    | 8      | 6      | 17     |
| 18     | Portugal            | 3    | 4      | –      | 7      |
| 19     | Südafrika           | 2    | 11     | 7      | 20     |
| 20     | Kasachstan          | 2    | 7      | 11     | 20     |
| 21     | Thailand            | 2    | 4      | 6      | 12     |
| 22     | Niederlande         | 2    | 3      | 4      | 9      |
| 23     | Schweiz             | 2    | 1      | 4      | 7      |
| 24     | Vereinigte Staaten  | 1    | 9      | 13     | 23     |
| 25     | Macau               | 1    | 3      | 3      | 7      |
| 26     | Slowakei            | 1    | 2      | –      | 3      |
| 27     | Malaysia            | 1    | 1      | 5      | 7      |
| 28     | Australien          | 1    | 1      | 3      | 5      |
| 29     | Jamaika             | 1    | 1      | –      | 2      |
| 29     | Luxemburg           | 1    | 1      | –      | 2      |
| 29     | Uganda              | 1    | 1      | –      | 2      |
| 32     | Finnland            | 1    |        | 3      | 4      |
| 33     | Bulgarien           | 1    | –      | 1      | 2      |
| 33     | Österreich          | 1    | –      | 1      | 2      |
| 35     | Ghana               | 1    | –      | –      | 1      |
| 36     | Usbekistan          | –    | 8      | 6      | 14     |
| 37     | Brasilien           | –    | 7      | 6      | 13     |
| 38     | Aserbaidschan       | –    | 3      | 6      | 9      |
| 39     | Algerien            | –    | 1      | 3      | 4      |
| 40     | Rumänien            | –    | 1      | 2      | 3      |
| 40     | Zypern              | –    | 1      | 2      | 3      |
| 42     | Moldau              |      | 1      | 1      | 2      |
| 43     | Brunei              | –    | 1      | –      | 1      |
| 43     | Singapur            | –    | 1      | –      | 1      |
| 45     | Georgien            | –    | –      | 4      | 4      |
| 45     | Mongolei            | –    | –      | 4      | 4      |
| 47     | Vietnam             | –    | –      | 3      | 3      |
| 48     | Armenien            | –    | –      | 2      | 2      |
| 48     | Spanien             | –    | –      | 2      | 2      |
| 50     | Belgien             | –    | –      | 1      | 1      |
| 50     | Kirgisistan         | –    | –      | 1      | 1      |
| 50     | Kroatien            | –    | –      | 1      | 1      |
| 50     | Turkmenistan        | –    | –      | 1      | 1      |
| Gesamt | Gesamt              | 269  | 273    | 339    | 881    |